# Rodéo Tour
Albums de Zazie
Rodéo
(2004) Totem
(2007)
Rodéo tour est le troisième album et DVD live de Zazie, paru en 2006. Témoignage de sa tournée 2005 (du 2 juin au 17 septembre 2005), enregistré à Forest National, Bruxelles, les 9 et 10 septembre 2005.
Pour marquer son originalité, Zazie rentre en scène suspendue, tout comme le visuel de son dernier album Rodéo.
À travers ce live, Zazie nous offre des versions plus intimistes de ses chansons, comme Homme Sweet Homme ou Larsen, jouées en acoustique.
Sur le DVD, en bonus caché, on y découvre également la chanson inédite Faire la musique initialement prévue pour son album Rodéo.
Le live est sorti en version double album, en DVD, ainsi que dans une version collector limitée regroupant ces deux produits.

## Liste des titres
| 1.   | J'aime, j'aime pas                             | 2:22 |
| 2.   | Toc toc toc                                    | 4:15 |
| 3.   | Tout le monde                                  | 4:08 |
| 4.   | La dolce vita                                  | 4:42 |
| 5.   | Homme sweet homme                              | 3:35 |
| 6.   | Rodéo                                          | 3:51 |
| 7.   | Excuse-moi                                     | 4:48 |
| 8.   | Lola majeure                                   | 3:29 |
| 9.   | Oui                                            | 4:38 |
| 10.  | Slow                                           | 4:48 |
| 11.  | Cyber                                          | 4:01 |
| 12.  | Rue de la paix                                 | 4:55 |
| 13.  | Un point c'est toi                             | 6:15 |
| 14.  | J'arrive                                       | 4:52 |
| 15.  | Adam et Yves                                   | 4:51 |
| 16.  | Larsen                                         | 4:23 |
| 17.  | Zen (DVD uniquement)                           |      |
| 18.  | Faire la musique (DVD uniquement, bonus caché) |      |
| 1h09 |                                                |      |